# 나로도항
나로도항(羅老島港)은 전라남도 고흥군 나로도에 있는 연안항이다. 여수시의 여수항에서 거문도등 삼산면으로 가는 배가 경유한다.